# Ульріх Томсен
Ульріх Томсен (дан. Ulrich Thomsen, нар. 6 грудня 1963, Фюн, Данія) — данський і американський актор.

## Біографія
Акторську кар'єру розпочав у 30 років. У 1993 році закінчив Державну театральну школу Данії (Statens Teaterskole), після цього нетривалий час грав у різних театрах. У 1994 році отримав першу роль в кіно, у фільмі «Нічна варта». Великим успіхом у кар'єрі Томсена стала головна роль у фільмі «Свято» (1998), роль Давидова у дев'ятнадцятому фільмі офіційної «Бондіани» «І цілого світу мало» (1999), а також роль у фільмі Яноша Саса «Опіум: Щоденник божевільної» (2007), де актор зіграв наркозалежного лікаря в клініці для психічнохворих, у якого стався трагічний роман з пацієнткою. Також він зіграв роль Горлакона у фільмі «Центуріон» (2010) і «Щось» (2011).

## Вибрана фільмографія
- 1994 — «Нічна варта» / Nattevagten
- 1998 — «Ніч виборів» / Valgaften
- 1998 — «Свято» / Festen
- 1999 — «І цілого світу мало» / The World Is Not Enough
- 2000 — «Мерехтливі вогні» / Blinkende lygter
- 2000 — «Вага води» / The Weight of Water
- 2001 — «Непереборна Марта» / Bella Martha
- 2002 — «Макс» / Max
- 2002 — «Вбий мене ніжно» / Killing Me Softly
- 2003 — «Спадщина» / Arven
- 2004 — «Брати» / Brødre
- 2005 — «Царство небесне» / Kingdom of Heaven
- 2005 — «Королева-діва» / The Virgin Queen
- 2005 — «Адамові яблука» / Adams Æbler
- 2005 — «Алегро» / Allegro
- 2007 — «Опіум: Щоденник божевільної» / Ópium: Egy elmebeteg nö naplója
- 2007 — «Хітмен» / Hitman
- 2009 — «Інтернаціональ» / The International
- 2009 — «Подвійна гра» / Duplicity
- 2010 — «Центуріон» / Centurion
- 2010 — «Помста» / Hævnen
- 2011 — «Час відьом» / Season of the Witch
- 2011 — «Щось» / The Thing
- 2013-14 — Банші (серіал) / Banshee[2]
- 2013 — Товстий зошит / A nagy füzet